# Thallarcha chionea
Thallarcha chionea är en fjärilsart som beskrevs av Turner 1899. Thallarcha chionea ingår i släktet Thallarcha och familjen björnspinnare. Inga underarter finns listade i Catalogue of Life.